# Доколониальные государственные образования в Африке

Доколониальные государства.

## Северная Африка

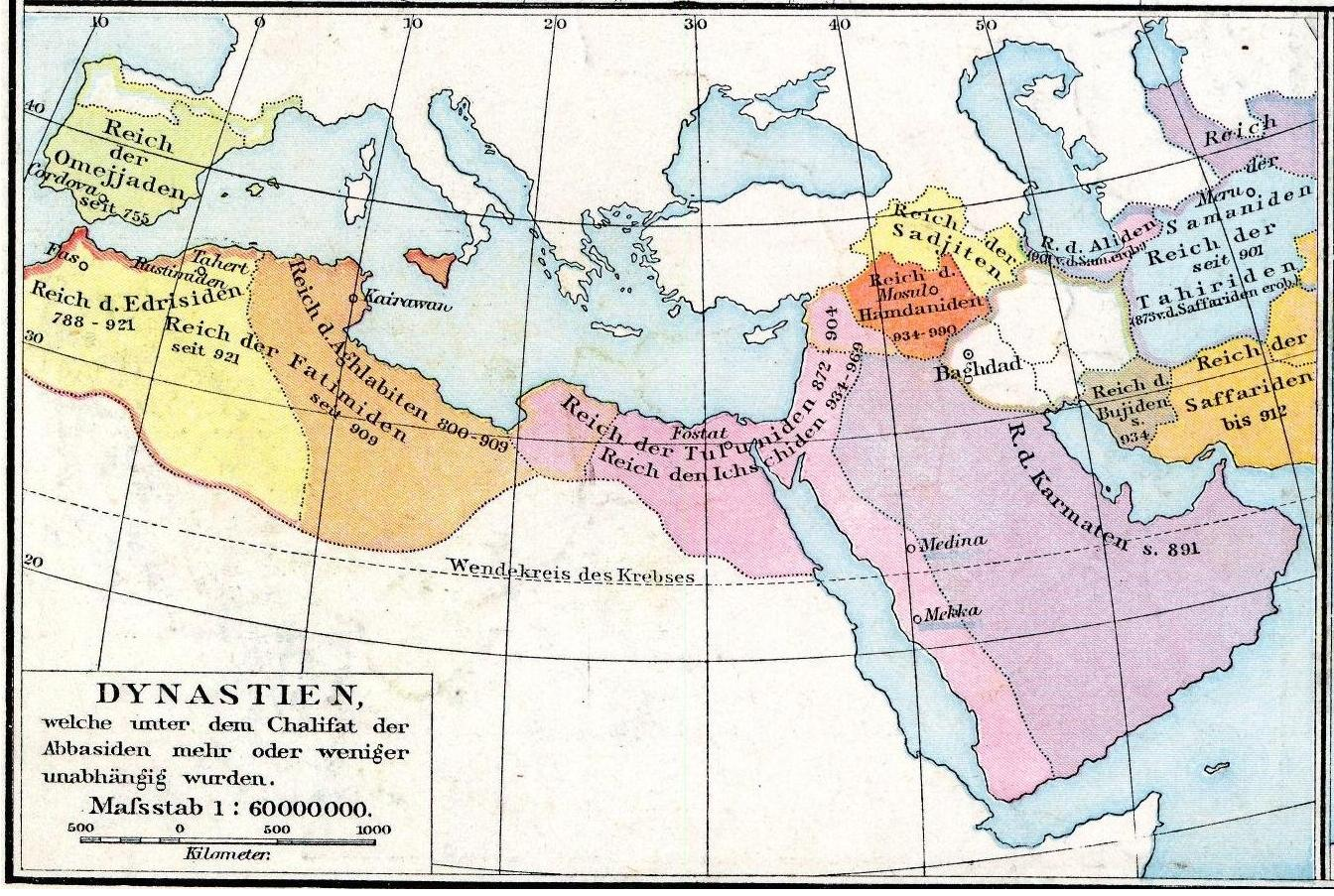
Халифаты. Северная Африка.

- Государство Фатимидов
- Государство Идрисидов
- Государство Аглабидов
- Карфаген

## Западная Африка
- Империя Гана
- Империя Мали
- Империя Сонгай
- Джолоф
- Каарта
- Масина
- Азавад
- Ашанти
- Дагомея
- Города-государства хауса (Кано, Кацина и пр.)
- Халифат Сокото
- Нупе
- Города-государства йоруба (Ойо и пр.)
- Бенин

## Центральная Африка
- Канем-Борно
- Багирми
- Вадай
- Дарфур
- Дар-Рунга
- Куба
- Луба
- Лунда
- Королевство Конго

## Восточная и Северо-восточная Африка
- Куш
- Аксум
- Нубия
- Города-государства суахили

## Южная Африка
- Мономотапа
- Зулу каНтомбела